# Sân bay Rurrenabaque
Sân bay Rurrenabaque (IATA: RBQ, ICAO: SLRQ) là một sân bay tọa lạc ở Rurrenabaque, Bolivia.

## Hãng hàng không và tuyến bay
| Hãng hàng không       | Các điểm đến |
| --------------------- | ------------ |
| Boliviana de Aviación | Cochabamba   |
| EcoJet                | Cochabamba   |